# 世纪莲站
世紀蓮站是广佛地铁的车站，位于中國广东省佛山市顺德区乐从镇佛山新城裕和路吉祥路口東側的地底，鄰近世紀蓮體育中心。於2016年12月28日启用。

## 車站結構

### 車站樓層
本站共有三層。地面為裕和路、吉祥路、華康路，世紀蓮體育中心、星星廣場、金海創意中心以及其它建築；地下一層為站廳；地下二層為廣佛地鐵月台。
| 地下一层 | 站厅               | 售票機、客服中心、商店、警务室、安检设施 |  |  |
| 地下二层 | 1 站台             | █广佛线 沥滘方向（下站：澜石）           |  |  |
|          | 岛式站台（卫生间） |                                          |  |  |
|          | 2 站台             | █广佛线 新城東方向（下站：东平）         |  |  |

### 站廳

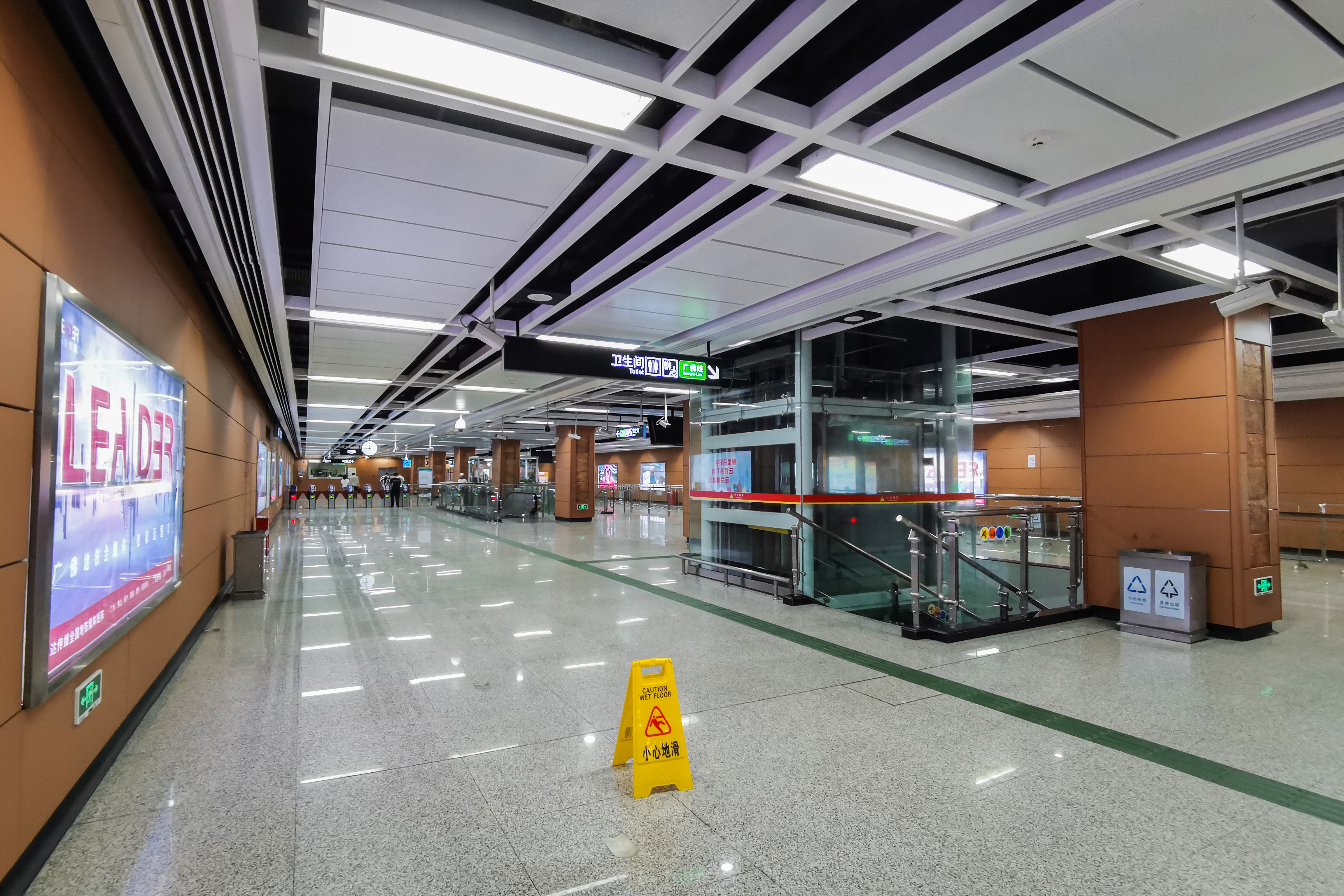
站厅

世纪莲站站厅南侧被划分为收费区。收费区内设有一台专用电梯、楼梯和多组扶手电梯供乘客前往车站月台。
本站目前没有设置车站商店，但设有售卡/充值机。

### 月台

2号月台全景图

本站設有一個島式月台，位於裕和路地底。
此外，本站的卫生间设于月台西端。

### 出入口
世紀蓮站共设有5个出入口供乘客进出。
|                                   |                                      |      |          | |
| 編號                              | 设施                                 | 照片 | 出口指示 | 建議前往的目的地 |
| A                                 | 盲道标志 · 升降机标志 · 扶手电梯标志 |      | 裕和路   | 華康道、佛山世纪莲体育中心、佛山科學館、世纪莲体育中心西门公交车站、世纪莲地铁站公交车站（西行）                                 |
| B                                 | 扶手电梯标志                         |      | 吉祥道   | 裕和路、新樂路 |
| C                                 | 扶手电梯标志                         |      | 裕和路   | 吉安道 |
| D                                 | 盲道标志 · 扶手电梯标志              |      | 裕和路   | 佛山圖書館公交车站（南行） |
| E                                 |                                      |      | 裕和路   | 佛山公園、佛山市圖書館、佛山市文化館、顺德区行政服务中心佛山新城分中心、佛山圖書館公交车站（南行）、世纪莲地铁站公交车站（南行） |
| 註： 設有 \| 設有 \| 設有扶手電梯 |                                      |      |          | |

## 接駁交通
| 公交 \| 编号 \| 编号 \| 线路 \| 线路 \| 线路 \| 收费 \| 运营商 \| 备注 \| \| ---- \| ------ \| ------------------------------ \| ---------------------- \| ---------------------- \| ---------------------- \| ---------------------- \| ---------------------- \| \| \| 110 \| 威斯广场 \| ⇆ \| 新媒体园 \| 2元 \| 粤运二分 \| \| \| \| 145 \| 南庄文化中心公交枢纽站 \| ⇆ \| 世纪莲公交枢纽站 \| 2元 \| 佛汽公交 \| \| \| \| 163 \| 世纪莲公交枢纽站 \| ⇆ \| 绿岛湖公交枢纽站 \| 2元 \| 佛汽公交 \| \| \| \| 330G19 \| 东平广场交通枢纽站 \| ⇆ \| 南区公园公交枢纽站 \| 2–4元 \| 顺德鸿运 \| \| \| \| 343 \| 保利东湾北 \| ⇆ \| 杨滘 \| 2元 \| 顺德鸿运 \| \| \| \| 804 \| 已于2023年12月28日停办 \| 已于2023年12月28日停办 \| 已于2023年12月28日停办 \| 已于2023年12月28日停办 \| 已于2023年12月28日停办 \| 已于2023年12月28日停办 \| \| \| 805 \| 朝安公交首末站 \| ⇆ \| 龙山客运站 \| 2–5元 \| 佛汽公交 顺德鸿运 \| \| \| \| G10 \| 星晖园 \| ⇆ \| 保利东湾北 \| 2元 \| 禅南公交 \| 原 167 \| \| \| 佛K330 \| （佛山）龙江交通中心公交枢纽站 \| ⇆ \| 广州南站 \| 3–9元 \| 新协力 番广客运 \| \| \| \| 桂27 \| 万达广场公交总站 \| ⇆ \| 世纪莲公交枢纽站 \| 2元 \| 佛广桂城 \| \| |        |                                |                        |                        |                        |                        |                        |
| 编号 | 编号   | 线路                           | 线路                   | 线路                   | 收费                   | 运营商                 | 备注                   |
| | 110    | 威斯广场                       | ⇆                      | 新媒体园               | 2元                    | 粤运二分               |                        |
| | 145    | 南庄文化中心公交枢纽站         | ⇆                      | 世纪莲公交枢纽站       | 2元                    | 佛汽公交               |                        |
| | 163    | 世纪莲公交枢纽站               | ⇆                      | 绿岛湖公交枢纽站       | 2元                    | 佛汽公交               |                        |
| | 330G19 | 东平广场交通枢纽站             | ⇆                      | 南区公园公交枢纽站     | 2–4元                  | 顺德鸿运               |                        |
| | 343    | 保利东湾北                     | ⇆                      | 杨滘                   | 2元                    | 顺德鸿运               |                        |
| | 804    | 已于2023年12月28日停办         | 已于2023年12月28日停办 | 已于2023年12月28日停办 | 已于2023年12月28日停办 | 已于2023年12月28日停办 | 已于2023年12月28日停办 |
| | 805    | 朝安公交首末站                 | ⇆                      | 龙山客运站             | 2–5元                  | 佛汽公交 顺德鸿运      |                        |
| | G10    | 星晖园                         | ⇆                      | 保利东湾北             | 2元                    | 禅南公交               | 原 167                 |
| | 佛K330 | （佛山）龙江交通中心公交枢纽站 | ⇆                      | 广州南站               | 3–9元                  | 新协力 番广客运        |                        |
| | 桂27   | 万达广场公交总站               | ⇆                      | 世纪莲公交枢纽站       | 2元                    | 佛广桂城               |                        |

## 利用狀況
車站位處佛山新城核心區，鄰近市少年宮、市科學館、市圖書館和市檔案館等多家市屬機構新址，週邊是佛山世纪莲体育中心、佛山公園，以及佛山十亩地廣場、金海創意中心和招商依云水岸數個樓盤，西南方為荷村。平日車站客流以附近樓盤的居民為主，客流水平一般。週末客流則有所上升，以前往上述市屬機構的市民為主。若遇上世紀蓮體育中心舉辦大型活動，車站客流更會進一步攀升至更高水平，甚至需要實施客流控制措施。車站開通後的2017年元旦小長假期間，世紀蓮客流位居二期四個新車站之首。

## 歷史
本站於2012年10月开始施工，2014年7月27日主體結構封頂。
2016年12月28日中午12時，本站随着广佛线二期开通運營正式启用。

## 未來發展
未來本站至新城東区间將拆離廣佛地鐵，並向兩端延伸形成佛山地鐵6號線獨立運營，不再属于广佛线。廣佛地鐵二期建設時亦已在本站以西区间作出相應的土建預留。